# كارمان (شركة)
فيلهلم كارمان جي إمب بي إتش وتشتهر باسم كارمان، هي شركة تصنيع محركات مركبات ألمانية كان مقرها في مدينة أوسنابروك في ألمانيا. وحتى إغلاق الشركة في سنة 2009، كانت أكبر مصنع مستقل للمحركات في ألمانيا لعقود.

## لمحة عامة
منذ إنشاء الشركة في سنة 1901، كانت تقوم بمهام التصميم والإنتاج وتجميع المكونات لمجموعة من شركات السيارات الكبرى مثل كرايسلر وبورشيه ومجموعة فولكسفاجن. في سنة 2010 انهارت الشركة وتم بيع كل الممتلكات إلى شركتي OASys وسيارات فالميت، وانتقل المصنع الأصلي من مدينة أوسنابروك إلى مصانع فولكسفاجن.

## وصلات خارجية
- الموقع الرسمي لكارمان-موبيل